# بحيرة ساراناك الوسطى
بحيرة ساراناك الوسطى، التي تسمى أيضًا بحيرة مستديرة، هي الأصغر من بين ثلاث بحيرات متصلة، وهي جزء من نهر ساراناك، بالقرب من قرية بحيرة ساراناك في أديرونداكس في شمال نيويورك. ثلثا شواطئها مملوكة للدولة. تقع البحيرة في مدينتي هاريتستاون وسانتا كلارا في مقاطعة فرانكلين.
مع بحيرة ساراناك العليا وبحيرة ساراناك السفلى، مجداف بطول 17 ميلاً مع حمولة واحدة فقط. يمكن الوصول إلى بركة ويلير التي اشتهرت بمارثا ريبين، غابة شفاء، عبر منفذ في خليج هنقري على الشاطئ الشمالي. يوفر مخيم جزر بحيرة ساراناك لعام 87 موقعًا للتخييم في بحيرة ساراناك الوسطى والسفلى. البحيرة بجانب كل من بحيرات ساراناك العليا والسفلى، هي أيضًا جزء من مسار زورق الغابات الشمالي الذي يبلغ طوله 740 ميلًا، والذي يبدأ في فورج القديمه، نيويورك وينتهي في حصن كينت مي.

## التاريخ
قبل تطوير السكك الحديدية والسيارات، شكلت بحيرات ساراناك جزءا من طريق نقل مهم في آديرونداكس؛ يمكن للمرء ان يسافر 140 ميل من طريق فورج القديمه إلى بحيرة شامبلين بالكامل على الماء تقريبا.

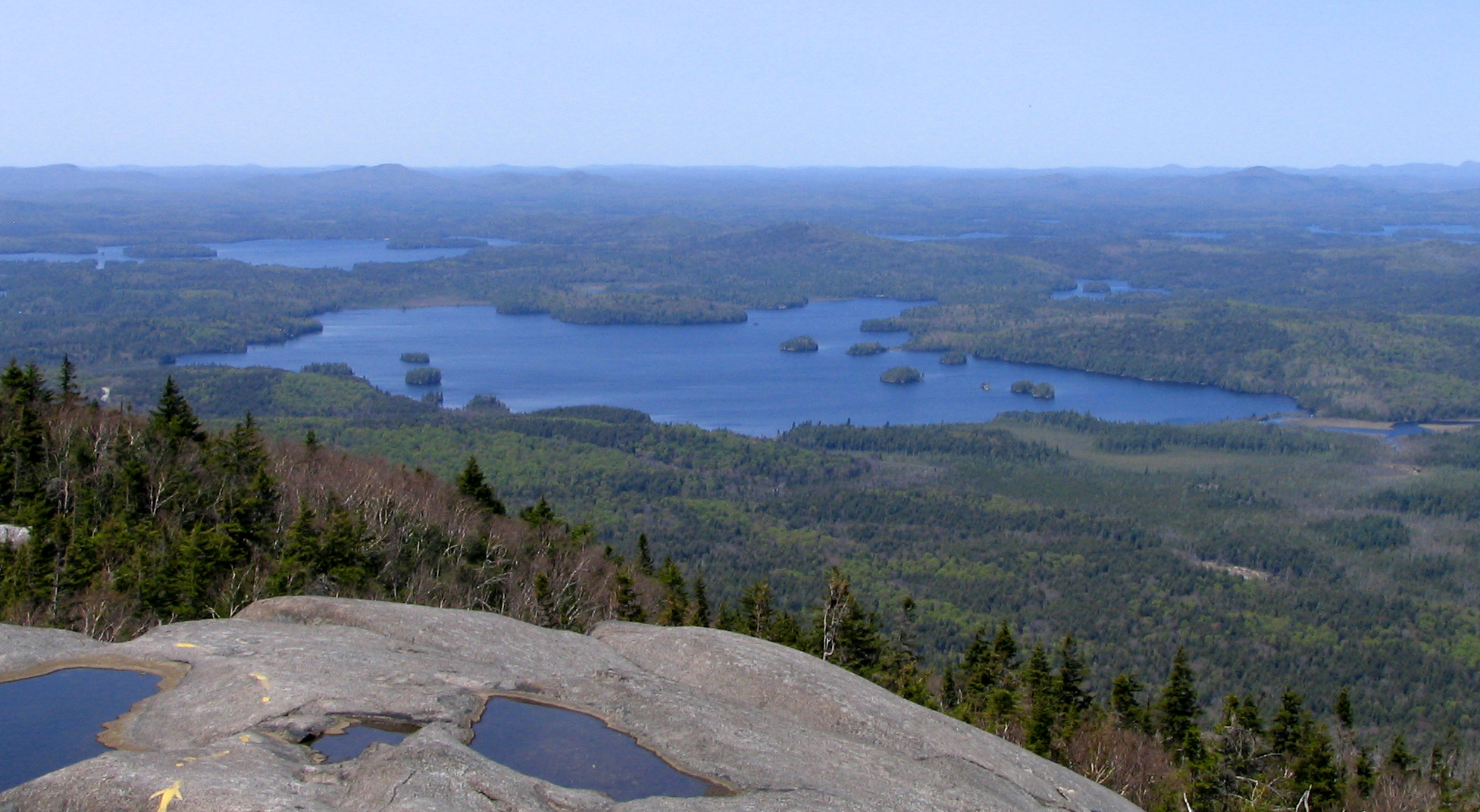
Middle Saranac Lake from Ampersand Mountain، Upper Saranac Lake, upper right, Weller Pond, center right

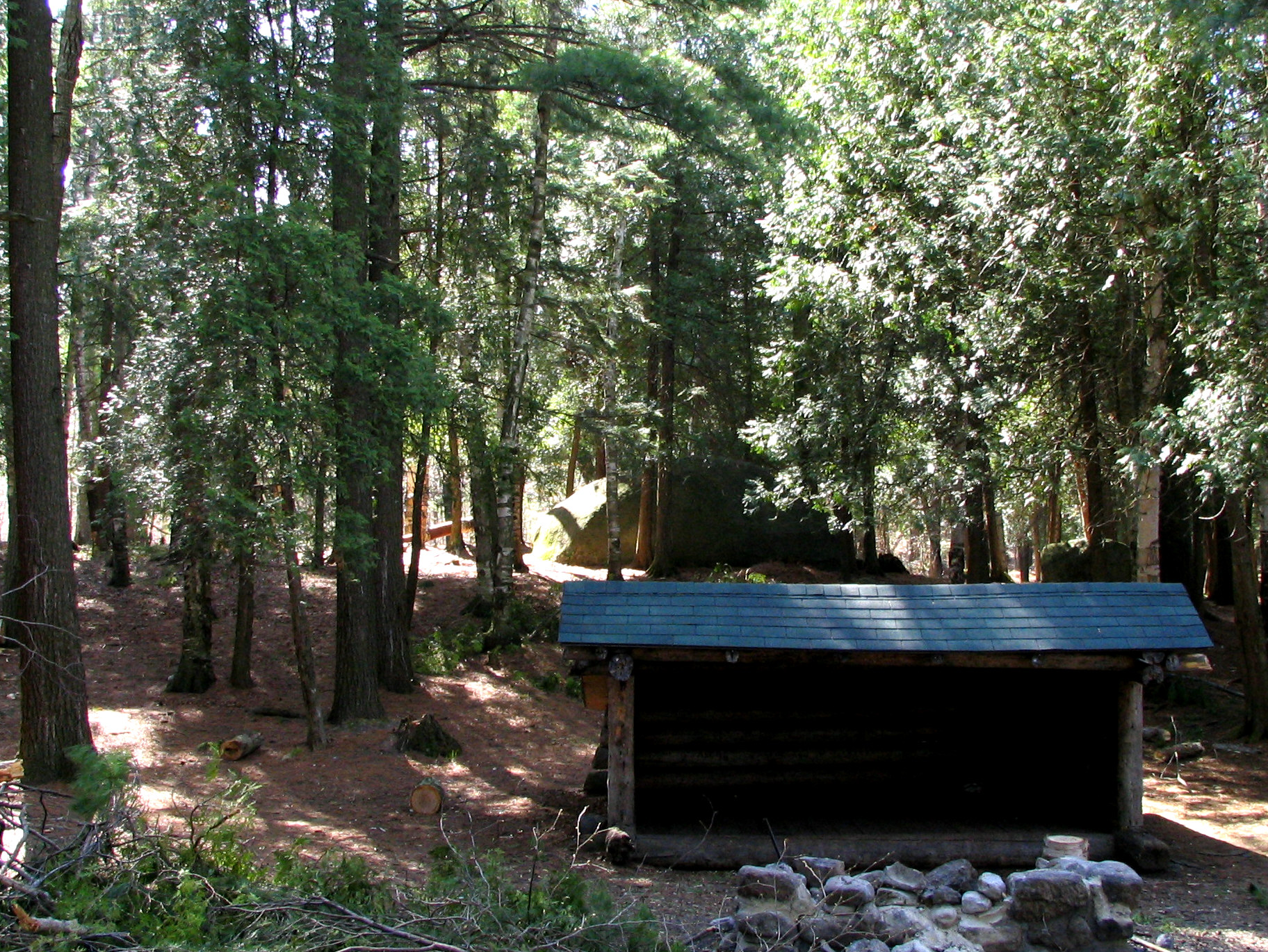
A lean-to at a campsite on Hungry Bay on Middle Saranac Lake.

## روابط خارجيه
- New York State DEC - Camping Information